# Натан Сміт
Натан Сміт (англ. Nathan Smith, 25 грудня 1985) — канадський біатлоніст, олімпієць, призер чемпіонатів світу.